# Adršpašsko-teplické skály
Adršpašsko-teplické skály este o arie protejată (arie specială de conservare — SAC, sit de importanță comunitară — SCI) din Republica Cehă întinsă pe o suprafață de 1.715,74 ha, integral pe uscat.

## Localizare
Centrul sitului Adršpašsko-teplické skály este situat la coordonatele 50°35′42″N 16°07′35″E / 50.595°N 16.126389°E.

## Înființare
Situl Adršpašsko-teplické skály a fost declarat sit de importanță comunitară în aprilie 2005 pentru a proteja un număr necunoscut de specii din flora spontană și fauna sălbatică aflate în arealul zonei. Situl a fost protejat și ca arie specială de conservare în iulie 2012.

## Biodiversitate
Situată în ecoregiunea continentală, aria protejată conține 6 habitate naturale: Peșteri inaccesibile publicului, Mlaștini turboase de tranziție și turbării mișcătoare, Păduri acidofile de Picea de la nivel montan la nivel alpin (Vaccinio-Piceetea), Păduri de fag Luzulo-Fagetum, Pante stâncoase silicioase cu vegetație casmofită, Mlaștini împădurite.
La baza desemnării sitului se află un număr nedeclarat de specii protejate.